# Rhynchonycteris naso
Rhynchonycteris naso är en däggdjursart som först beskrevs av Wied-Neuwied 1820.  Rhynchonycteris naso är ensam i släktet Rhynchonycteris som tillhör familjen frisvansade fladdermöss. IUCN kategoriserar arten globalt som livskraftig. Inga underarter finns listade i Catalogue of Life.
Fladdermusens tydligaste särdrag är den långa spetsiga nosen. Den har dessutom små tofsar av grå hår på underarmen och saknar körtel på flygmembranen. Individerna når en kroppslängd (huvud och bål) av 37 till 43 mm och en svanslängd av cirka 12 mm. De väger 2,1 till 4,3 g. Arten har brun underull och gula eller vita täckhår. Pälsen ser därför gulbrun till gråbrun ut. På ryggen finns två ljusa vågiga linjer.
Rhynchonycteris naso förekommer i Central- och Sydamerika från södra Mexiko till centrala Brasilien och centrala Bolivia. Arten vistas i städsegröna skogar eller i andra fuktiga landskap.
Vid viloplatsen bildas mindre flockar med cirka 8 till 10 medlemmar. De klamrar sig inte fast på horisontala ytor utan på vertikala ytor som trädstammar eller klippor. Ibland vilar flera flockar på samma klippa och hela kolonin kan ha 45 medlemmar.  I vissa kolonier förekommer en alfahane. Individerna flyger vanligen över vattenytor när de letar efter byten som utgörs av insekter. Fortplantningen sker sällan under torra perioder, utan vanligen under april till oktober. Honor har vanligen en och ibland två kullar per år.

## Bildgalleri

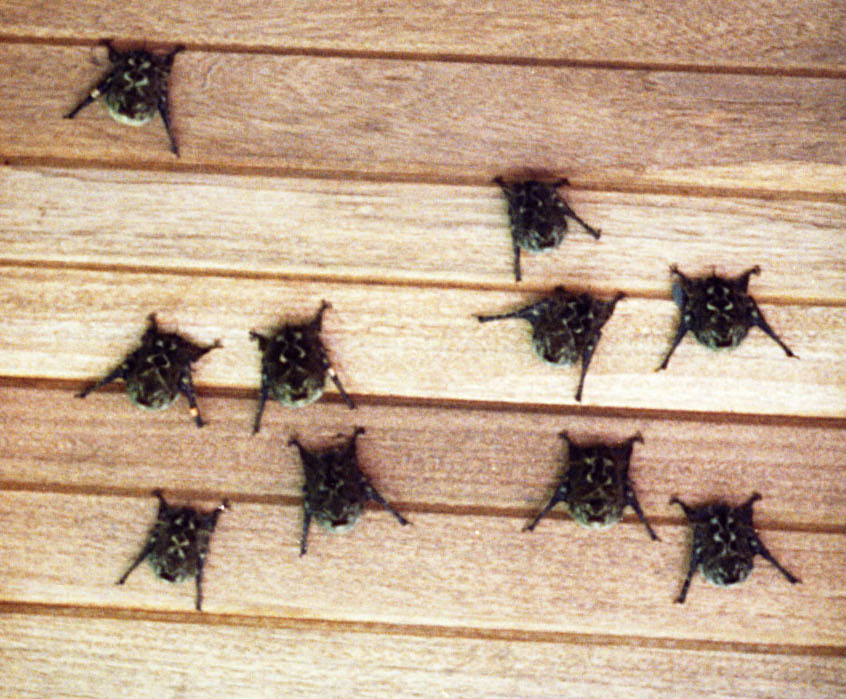
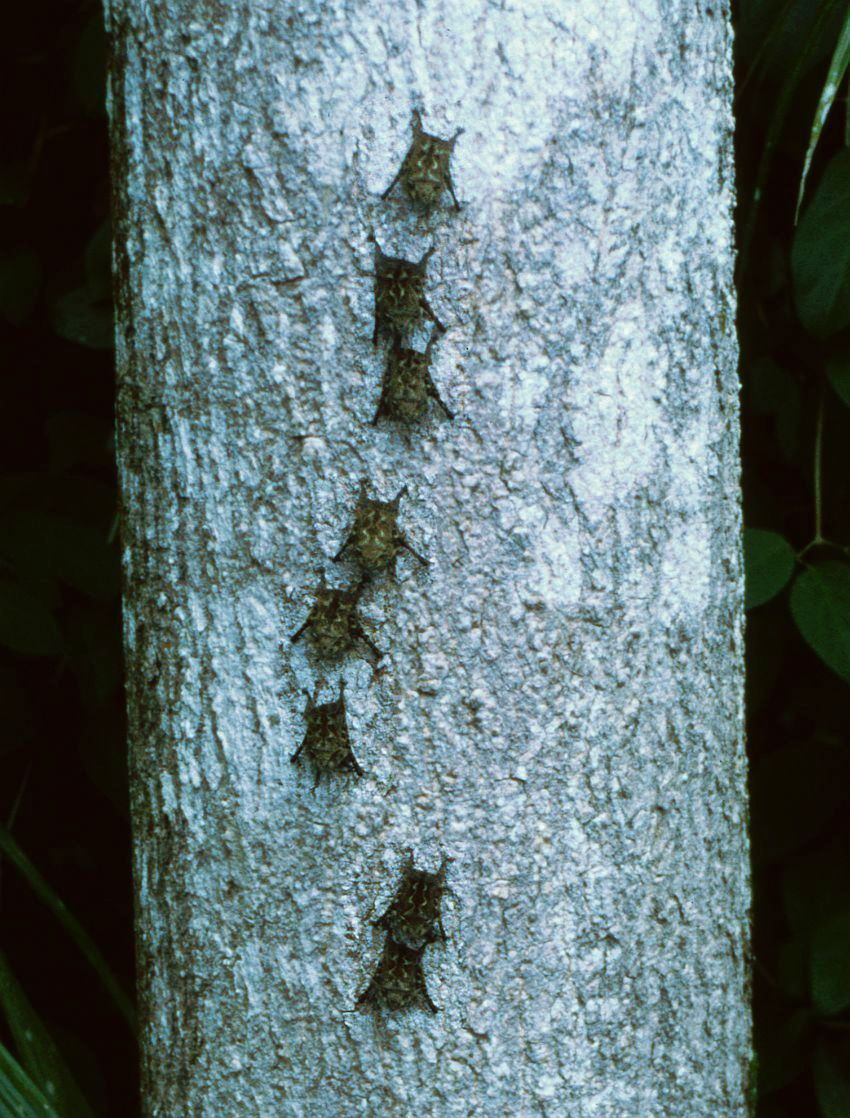
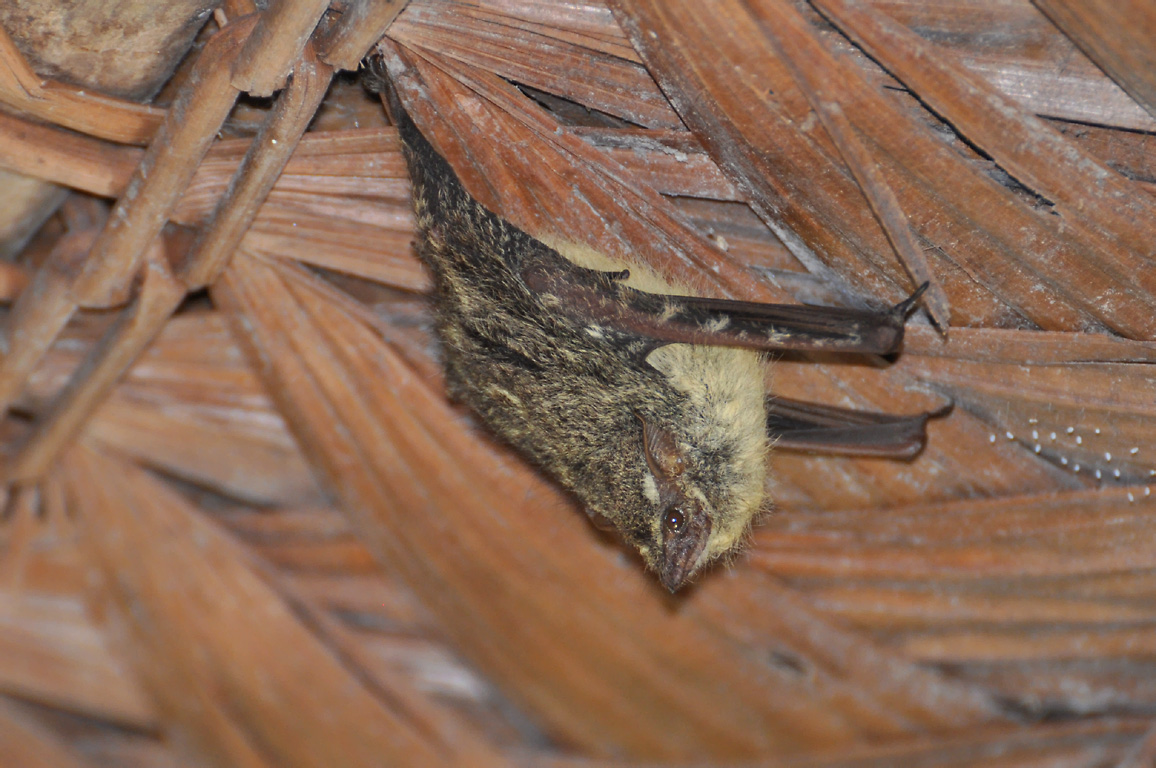
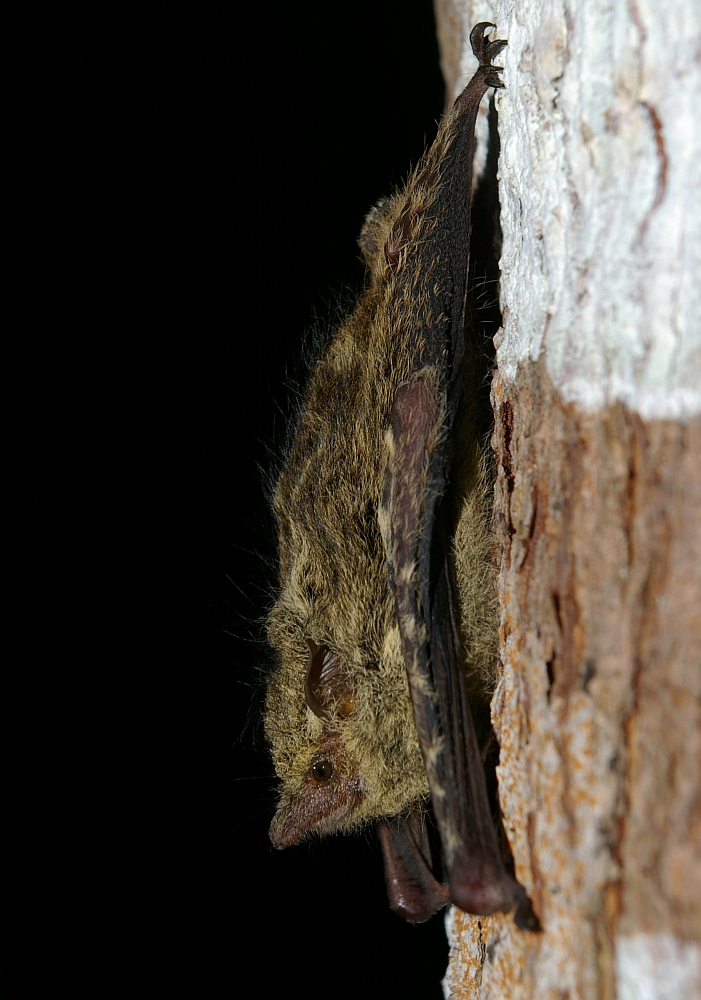
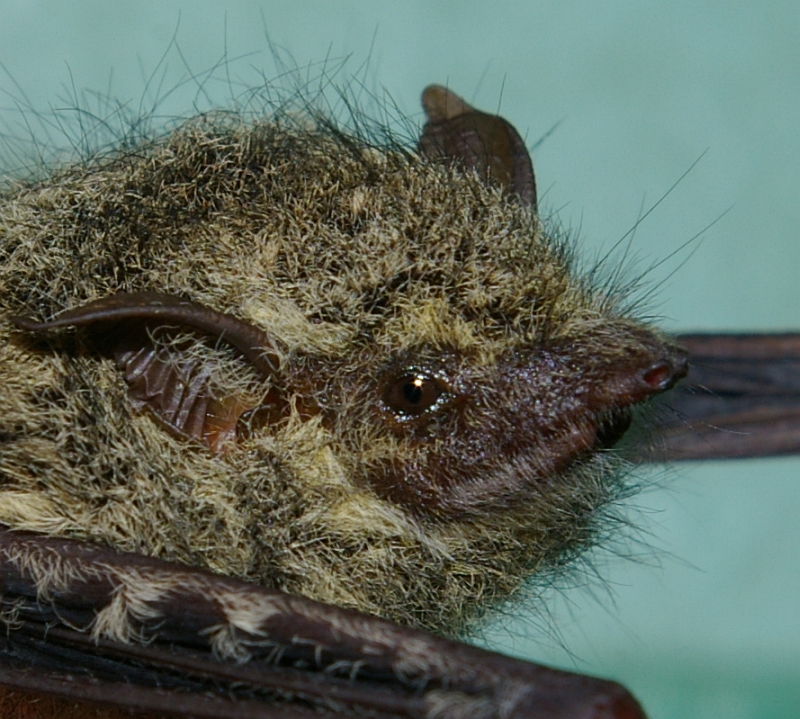